# گربه‌ماهی‌سانان
گربه‌ماهی یا سگ‌ماهی (به انگلیسی: Catfish) نام یک راستهٔ بزرگ و گوناگون از پرتوبالگان است. بیشتر این ماهیان سبیلک‌هایی در اطراف دهان خود دارند و دلیل نام‌گذاری آن‌ها به گربه‌ماهی نیز وجود همین سبیلک‌ها و تشابه آن‌ها به سبیل گربه است. به گربه‌ماهی‌ها در فارسی دیشلمبو (ابوشلمبو) هم گفته می‌شود.‎ 
انواع گوناگونی از این ماهی در بسیاری از نقاط دنیا در آب‌های شیرین و شور یافت می‌شوند. این ماهی اندازه‌های بسیار متنوعی داشته و بیشتر در نزدیکی بستر زیستگاه خود به سر برده و زندگی می‌کنند. این ماهی‌ها در آب‌های مناطق گرمسیر و نیمه گرمسیر و تقریباً در تمام دنیا پراکنده می‌باشند.
گربه‌ماهیان از گونه‌های مهم جانوری در دنیا به‌شمار می‌آیند و به دلیل حضور در نقاط مختلف جهان گونه‌گونی بسیاری پیدا کرده‌اند. حضور این گروه از ماهیان در نقاط مختلف جهان در دماها و ارتفاعات مختلف زیستگاه و اعماق متفاوت آب، تنوع قابل ملاحظه‌ای به آن‌ها داده‌است. این ماهیان دارای کاربردهای بسیار متنوعی هستند، برخی مانند گربه ماهی کانالی در تکثیر و پرورش اهمیت دارند. این ماهی مهم‌ترین ماهی پرورشی کشور ایالات متحده‌است. تعداد زیادی از آن‌ها مانند کوریدوراس برای نگهداری زینتی مناسبند. صید بعضی از آن‌ها مانند pla buk در جنوب شرق آسیا اهمیت به‌سزایی دارد، و بسیاری از کاربردهای گوناگون پزشکی، گردشگری، ورزشی و بازرگانی هر کدام از گونه‌ها دارند. در این میان ماهی اسبله جزو معدود ماهیانی است که تمامی ویژگی‌های یادشده را به تنهایی دارا می‌باشد. به دلیل همین خصوصیات در سراسر جهان اهمیت زیادی به این ماهی داده می‌شود، که در هر کشور این اهمیت به علت یکی از زمینه‌های فوق است.

گربه ماهی در کناره‌های دهان، سبیل برآمده‌ای دارد. اکثر مواقع در رودخانه‌های گلی و لجنی و سواحل گرمسیری و آب‌های معتدل یافت می‌شود. بدون توجه به خوشمزه بودن گوشت این ماهی باید دانست که برخی گونه‌های این ماهی برای انسان بسیار سمی است. در موارد خطر این ماهی سم خود را از طریق سنبله‌هایش به دشمن منتقل می‌کند که بسیار سمی است. گاه این سم تا چند روز در روی بدن ماهی باقی می‌ماند. این سم حتی با پخته شدن ماهی هم از بین نمی‌رود و فرد را مسموم می‌کند.این ماهی مهاجم نیست، افرادی توسط این موجود گزیده می‌شوند که هنگام شنا یا ماهیگیری روی آن پا می‌گذارند.

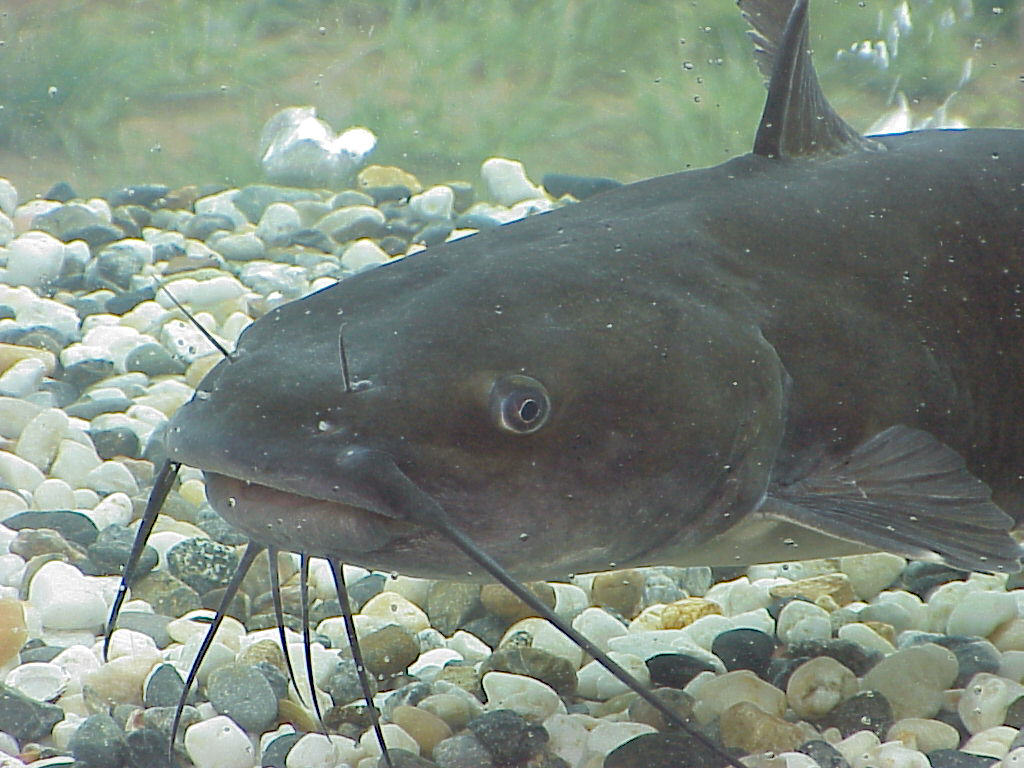
گربه‌ماهی کانال

در اثر نیش این ماهی درد شدید و التهاب در اطراف محل گزیده شده ایجاد می‌شود که باید محل گزیده شده را در آب گرم و تمیز که گرمای آن قابل تحمل باشد. فرو برد و شستشوی داد (مالش نداد) تا درد آن کمی کاهش یابد. برداشتن نیش به وسیلهٔ انبرک و باز گذاشتن محل گزش و ضدعفونی کردن محل زخم توصیه می‌شود. پس از کمک‌های اولیه حتماً به پزشک مراجعه شود.
گربه‌ماهی فاقد پولک است.

## خانواده‌ها
Ailiidae
Akysidae(گربه‌ماهی جویبار)
Amblycipitidae(گربه‌ماهی‌های سیلابی)
Amphiliidae(گربه‌ماهی تیان)
Anchariidae
Ariidae(گربه‌ماهیان دریایی)
Aspredinidae(گربه‌ماهیان بانجو)
Astroblepidae(گربه‌ماهی بالارو)
Auchenipteridae(گربه‌ماهی الوار)
Austroglanididae
Bagridae(کیسه‌ماهیان)
Callichthyidae(گربه‌ماهیان زره‌دار)
Cetopsidae(گربه‌ماهیان نهنگی)
Chacidae(گربه‌ماهی‌های ماهیگیر)
Clariidae(گربه‌ماهی نفس‌کش)
Claroteidae
Cranoglanididae(گربه‌ماهی‌های زره‌به‌سر)
Diplomystidae(گربه‌ماهیان مخملی)
Doradidae(گربه‌ماهیان صدادار)
Erethistidae(گربه‌ماهیان آزارنده)
Heptapteridae(هفت‌بالگان)
Heteropneustidae(اشلمبوها)
Horabagridae
Ictaluridae(پیشی‌ماهیان)
Kryptoglanidae(گربه‌ماهی کرالا)
Lacantuniidae
Loricariidae(مکنده‌دهانان)
Malapteruridae(گربه‌ماهی برقی)
Mochokidae(جیک‌ماهیان)
Nematogenyiidae(گربه‌ماهی کوهی)
Pangasiidae(گربه‌ماهی کوسه‌ای)
Pimelodidae(گربه‌ماهی‌های ریش‌دراز)
Plotosidae(گربه‌ماهی ماردم)
Pseudopimelodidae(گربه‌ماهی‌های خرزنبور)
Schilbeidae(اسبله‌ایان)
Scoloplacidae(گربه‌ماهی خاردار کوتوله)
Siluridae(اسبله‌ماهیان)
Sisoridae(گربه‌ماهیان تندابه)
Trichomycteridae(گربه‌ماهیان قلمی)
incertae sedis(طبقه‌بندی نامشخص)
Conorhynchos
– Extinct family -
Andinichthyidae †(انقراض)